# Sattelrohrantrieb

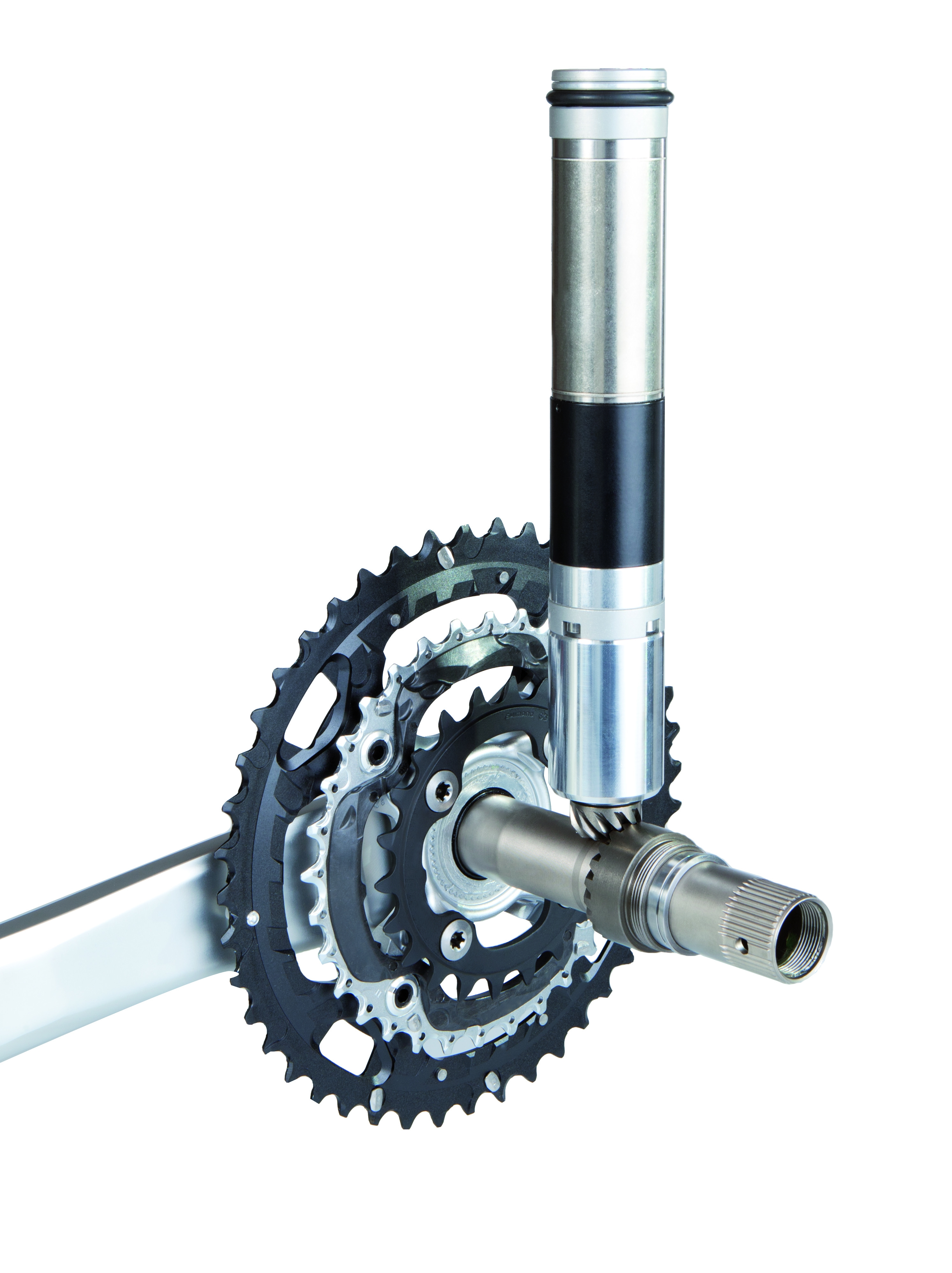
Getriebemotor mit Freilauf und Kegelradgetriebe, auf die Tretkurbel-Welle wirkend

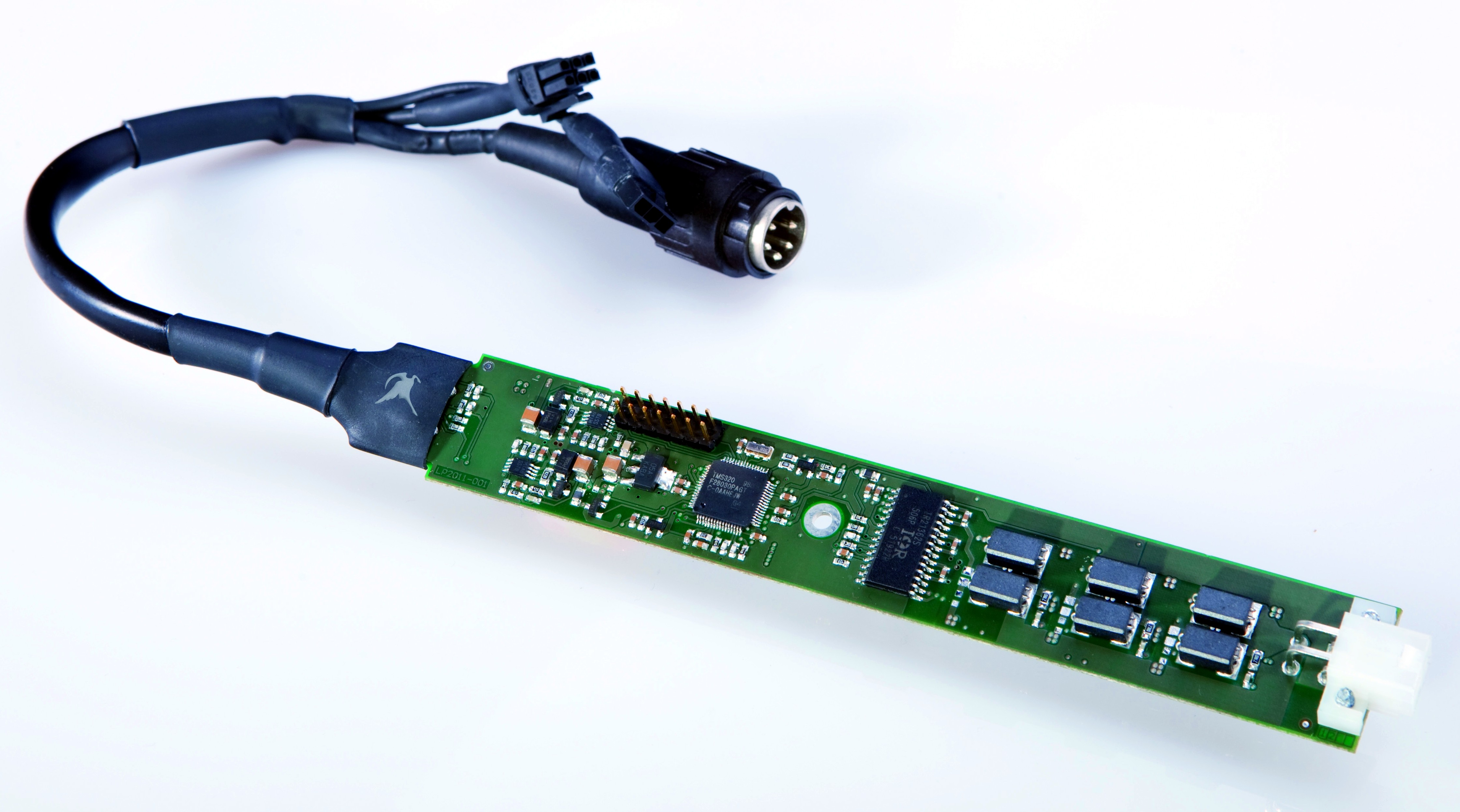
Auch die Motorsteuerung wird in der Sattelstütze untergebracht.

Ein Sattelrohrantrieb ist ein am Fahrrad verwendeter Elektroantrieb, bei dem Motor und Getriebe optisch unauffällig im Sattel- oder Sitzrohr des Diamant-Fahrradrahmens eingebaut werden. Der Durchmesser des verwendeten Motors ist entsprechend klein (etwa 31 mm). Er wirkt über ein Winkelgetriebe auf die Tretkurbel-Welle (siehe Abbildung).

## Funktionsweise
Beim serienmäßig verfügbaren Antrieb der Marke Vivax-Assist sind das einem bürstenlosen Gleichstrommotor nachgeschaltete Untersetzungsgetriebe, ein Freilauf und die Leiterplatte mit der Motor-Steuerung ebenfalls im Sattelrohr beziehungsweise der Sattelstütze untergebracht. Dabei bleibt die technische Substanz des verwendeten Fahrrades bis auf einige kleinere Maßnahmen weitgehend unangetastet. Der relativ klein dimensionierte Lithium-Ionen-Akkumulator wird beispielsweise unter den Sattel gehängt oder in den Flaschenhalter gesteckt. Dieser Antrieb unterstützt den Radfahrer mit effektiv bis zu 200 Watt. Er wird bedarfsweise mit Hilfe eines Tastschalters zugeschaltet. Der komplette Elektroantrieb wiegt inkl. Akku nur 1,8 kg und kann auch in viele bestehende Fahrräder mit Diamantrahmen nachgerüstet werden. Voraussetzung dafür ist unter anderem ein Sattelrohrinnendurchmesser von mindestens 30,9 mm und ein Shimano-Hollowtech II-Innenlager.
Der Vivax-Sattelrohrmotor funktioniert grundsätzlich ähnlich wie ein normaler E-Bike-Antrieb, der Nutzer kann sich beim Pedalieren unterstützen lassen; bei ausgeschaltetem Motor funktioniert das Fahrrad weitgehend konventionell, da der Elektroantrieb durch den Freilauf von der Innenlagerachse abgekoppelt ist. Der Motor unterstützt jedoch nicht während der gesamten Fahrt, sondern nur nach Aktivierung über einen Taster und nur solange die Trittfrequenz in einem bestimmten Fenster bleibt (ca. 45 bis 75 bzw. 90/min). Deswegen ist der Schwerpunkt dieses Antriebes die Unterstützung während zügiger, sportlicher Fahrt; als Anfahrhilfe oder im Stop-and-Go-Verkehr ist der Antrieb weniger sinnvoll einzusetzen.
Zum Jahresende 2022 hat die Firma vivax den Geschäftsbetrieb incl. Herstellung und Vertrieb ihres Sattelrohrantriebs eingestellt.

## Betrugsverdacht im Straßenradsport
Im Frühjahr 2010 geriet Fabian Cancellara in den Verdacht, in zwei Rennen einen Sattelrohrantrieb verwendet zu haben. Dieser in der Presse und im Internet geäußerte Verdacht konnte allerdings nicht bestätigt werden.

## Verwandte Bauweisen
Ein ähnliches Konzept eines optisch „schlanken“ E-Antriebes mit einem Winkeltrieb im Tretlagergehäuse verfolgt der FAZUA-Antrieb, dieser ist jedoch im meist etwas dicker gestalteten Rahmen-Unterrohr anstelle des Sitzrohres untergebracht und erfordert einen speziell gefertigten Rahmen.